# Coppa Suruga Bank 2014
La Coppa Suruga Bank 2014 ha opposto i vincitori della J. League Cup a quelli della Coppa Sudamericana.
Si è trattata della 7ª edizione della manifestazione.
| Kashiwa 6 agosto 2014, ore 19:00 UTC+9 | Kashiwa Reysol | 2 – 1 referto | Lanús | Hitachi Kashiwa Soccer Stadium (26.000 spett.)\| Arbitro: \| Kim Jong-hyeok \| |
| Arbitro:                               | Kim Jong-hyeok |               |       |                                                                                |

| Kashiwa Reysol | Lanús |

| POR               | 21 | Hitoshi Sogahata     |     |     |
| DIF               | 22 | Daigo Nishi          |     |     |
| DIF               | 4  | Kazuya Yamamura      |     |     |
| DIF               | 5  | Takeshi Aoki         |     | 85’ |
| DIF               | 17 | Takanori Maeno       |     | 78’ |
| CEN               | 20 | Gaku Shibasaki       |     |     |
| CEN               | 40 | Mitsuo Ogasawara (c) | 56’ |     |
| CEN               | 25 | Yasushi Endō         |     | 68’ |
| CEN               | 28 | Shōma Doi            |     | 57’ |
| CEN               | 8  | Juninho              |     | 85’ |
| ATT               | 9  | Yūya Ōsako           |     |     |
| Sostituti:        |    |                      |     |     |
| POR               | 1  | Akihiro Satō         |     |     |
| DIF               | 3  | Daiki Iwamasa        | 87’ | 85’ |
| DIF               | 6  | Kōji Nakata          |     | 78’ |
| CEN               | 13 | Atsutaka Nakamura    |     | 68’ |
| CEN               | 27 | Takahide Umebachi    |     | 85’ |
| CEN               | 35 | Takuya Nozawa        |     | 57’ |
| ATT               | 19 | Yūta Toyokawa        |     |     |
| Allenatore:       |    |                      |     |     |
| Nelsinho Baptista |    |                      |     |     |

| POR                        | 01 | Rogério Ceni (c)  |  |     |
| DIF                        | 23 | Douglas           |  |     |
| DIF                        | 33 | Lucas Silva       |  | 73’ |
| DIF                        | 14 | Edson Silva       |  |     |
| DIF                        | 38 | Reinaldo          |  |     |
| CEN                        | 5  | Wellington        |  |     |
| CEN                        | 7  | Rodrigo Caio      |  |     |
| CEN                        | 18 | Maicon            |  | 46’ |
| CEN                        | 8  | Ganso             |  |     |
| ATT                        | 11 | Ademilson         |  | 46’ |
| ATT                        | 19 | Aloísio           |  |     |
| Sostituti:                 |    |                   |  |     |
| POR                        | 12 | Denis             |  |     |
| POR                        | 30 | Renan Ribeiro     |  |     |
| DIF                        | 27 | Lucas Farias      |  |     |
| CEN                        | 20 | Lucas Evangelista |  | 46’ |
| CEN                        | 21 | Roni              |  | 73’ |
| ATT                        | 28 | João Schmidt      |  |     |
| ATT                        | 22 | Silvinho          |  | 46’ |
| Allenatore:                |    |                   |  |     |
| Guillermo Barros Schelotto |    |                   |  |     |

| Guardalinee: Goh Gek Pheng (Singapore) Lee Tzu Liang (Singapore) Quarto uomo: Jumpei Iida (Giappone) |

| Suruga Bank Championship Campione 2014 |
| -------------------------------------- |
| Kashiwa Reysol 1º Titolo               |